# سیارک ۳۱۴۰
سیارک ۳۱۴۰ (به انگلیسی: 3140 Stellafane، نامگذاری:1983AO) سه هزار و صد و چهلمین سیارک کشف شده‌است که در ۹ ژانویه ۱۹۸۳ کشف شد.
قدر مطلق سیارک برابر ۱۰٫۹۰ است.